# Gạo đồ

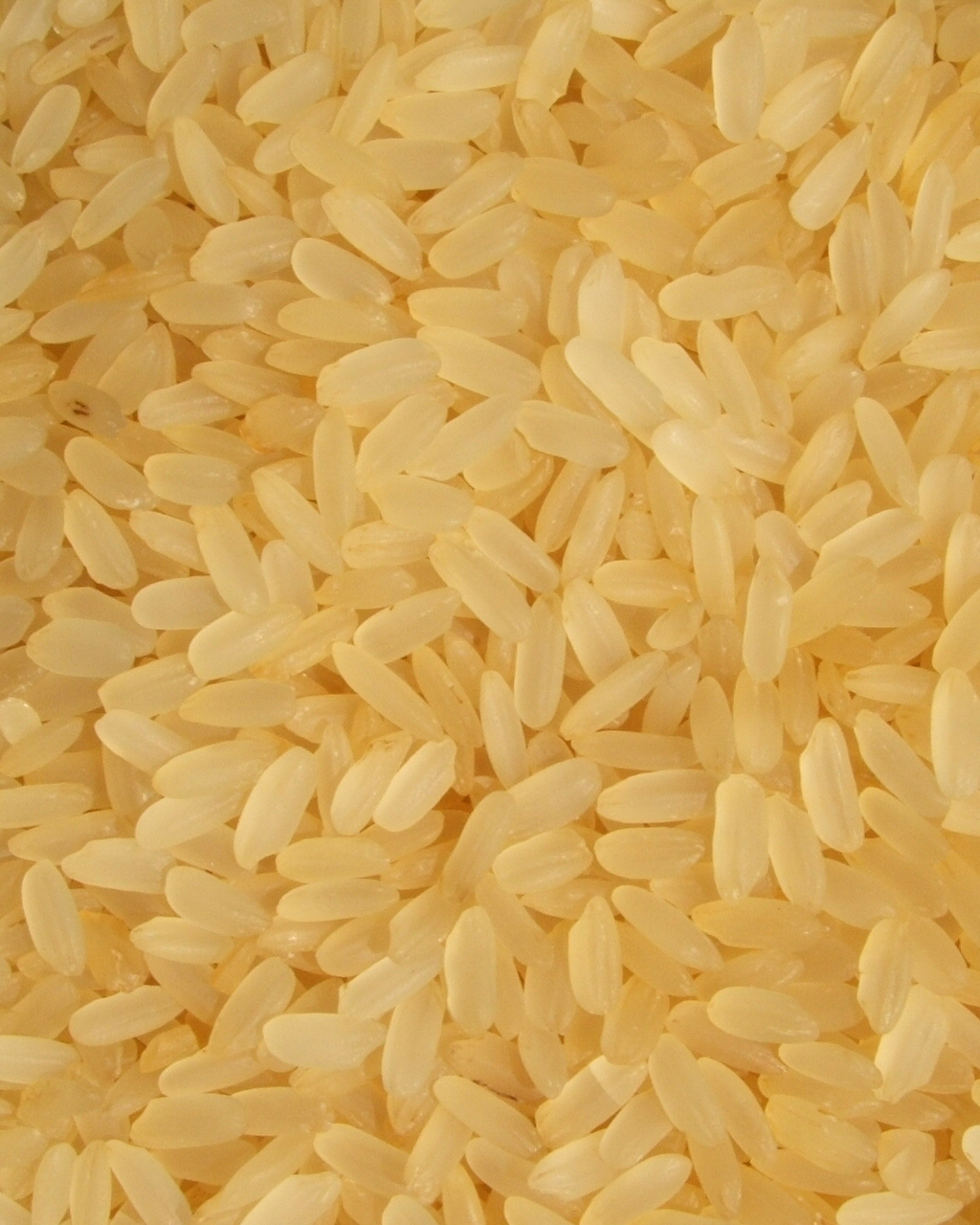
Gạo đồ

Gạo đồ là loại gạo thu được từ thóc được ngâm nước nóng hoặc sấy trong hơi nước rồi phơi khô sau đó mới được gia công chế biến qua các công đoạn chế biến khác như xay, xát, đánh bóng. Trong quá trình đồ lúa có thể được xử lý dưới áp lực hoặc chân không hoàn toàn hoặc một phần.
Quá trình đồ gạo làm thay đổi cấu trúc và sự phân bố dinh dưỡng trong hạt gạo. Gạo đồ thường được một số nước Nam Á tiêu thụ nhiều.
Quá trình đồ gạo thủ công sẽ thuận tiện hơn cho việc xát bỏ lớp cám so với đồ gạo trên dây chuyền cơ khí, do cám gạo chứa nhiều chất béo gây cản trở hoạt động của một số bộ phận máy. Quá trình xay xát gạo đồ nói chung giống như xay xát gạo thông thường.
Quá trình đồ gạo thúc đẩy các chất dinh dưỡng từ cám đi vào bên trong hạt, đặc biệt là vitamin B1, do vậy gạo trắng đồ chứa 80% dinh dưỡng so với gạo lứt.
Trong gạo đồ, tinh bột đã được gelatin hóa làm cho hạt gạo cứng hơn và bóng hơn gạo trắng. Gạo đồ thường được bổ sung một lượng sữa nhỏ để hạt không bị cứng quá. Nấu cơm gạo đồ cần thời gian lâu hơn, cơm cứng và ít dính hơn. Thông thường phải đun từ 20 đến 35 phút mới chín được.
Ở Bắc Mỹ, gạo đồ thường được nấu sơ bộ hoặc nấu chín để bán.
Tại một số quốc gia, xu hướng sử dụng gạo đồ thay cho gạo trắng đang tăng lên. Ở Brasil, năm 2007, tiêu thụ gạo đồ chiếm tới 20% tổng tiêu thụ gạo của Brazil (so với 7-10% năm 1997). Mức tiêu thụ gạo đồ tăng, đặc biệt là ở các vùng dân cư có thu nhập cao.

## Phương pháp đồ gạo
Đồ gạo là quá trình chế biến nước-nhiệt đối với hạt thóc, trong đó hạt gạo được nấu chín một phần. Trước tiên, hạt thóc được ngâm nước sau đó gia nhiệt để nấu và cuối cùng là làm khô hạt.

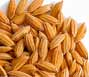
Thóc chưa đồ
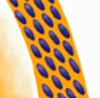
Các vitamin và chất khoáng trong cám.
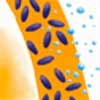
Trong chân không, không khí trong hạt gạo sẽ thoát hết ra ngoài. Sau đó khi hạt ngâm trong nước nóng thì các chất dinh dưỡng bắt đầu hòa tan và ra khỏi lớp cám.
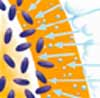
Hơi nóng và áp suất không khí được sử dụng để đưa chất dinh dưỡng ra khỏi cám nhưng không ra ngoài hạt gạo.
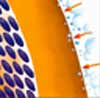
Cuối cùng thu được gạo đồ chứa 80% dinh dưỡng so với gạo lứt.